# 圣克鲁斯德格里奥
圣克鲁斯德格里奥，是西班牙阿拉贡自治区萨拉戈萨省的一个市镇。 总面积20平方公里，总人口212人（2001年），人口密度11人/平方公里。